# Listă de jocuri video de rol din 1988–1989
Acesta este un index cuprinzător al jocurilor video de rol comerciale, sortate cronologic după anul apariției. Informațiile referitoare la data lansării, dezvoltatorul, editura, sistemul de operare, subgenul și notabilitatea sunt furnizate acolo unde sunt disponibile. Tabelul poate fi sortat făcând clic pe casetele mici de lângă titlurile coloanelor. Această listă nu include MUD-uri sau MMORPG-uri. Include jocuri roguelike, de acțiune și tactice (timp real).

Aceasta este o listă de jocuri video de rol din 1988 – 1988.

## Legenda
| Platforme de jocuri video |
| ------------------------- |

| AMI    | Commodore Amiga |
| APPII  | Apple II        |
| APPGS  | Apple IIGS      |
| Arcade | Arcade game     |
| C64    | Commodore 64    |
| CROSS  | Cross-platform  |
| DOS    | DOS / MS-DOS    |
| FM7    | FM-7            |
| FMT    | FM Towns        |

| GB   | Game Boy                                |
| GEN  | Sega Genesis / Sega Mega Drive          |
| MAC  | Macintosh / Mac OS                      |
| MSX  | MSX                                     |
| MSX2 | MSX2                                    |
| NES  | Nintendo Entertainment System / Famicom |
| PC60 | NEC PC-6001                             |
| PC88 | NEC PC-8801                             |
| PC98 | NEC PC-9801                             |

| PCD   | TurboGrafx-CD / PC Engine CD |
| PCE   | TurboGrafx-16 / PC Engine    |
| SMS   | Sega Master System           |
| ST    | Atari ST                     |
| T1000 | Tandy 1000                   |
| X68K  | Sharp X68000                 |
| ZX    | ZX Spectrum                  |
|       |                              |
|       |                              |

| AMI    | Commodore Amiga |
| APPII  | Apple II        |
| APPGS  | Apple IIGS      |
| Arcade | Arcade game     |
| C64    | Commodore 64    |
| CROSS  | Cross-platform  |
| DOS    | DOS / MS-DOS    |
| FM7    | FM-7            |
| FMT    | FM Towns        |

| GB   | Game Boy                                |
| GEN  | Sega Genesis / Sega Mega Drive          |
| MAC  | Macintosh / Mac OS                      |
| MSX  | MSX                                     |
| MSX2 | MSX2                                    |
| NES  | Nintendo Entertainment System / Famicom |
| PC60 | NEC PC-6001                             |
| PC88 | NEC PC-8801                             |
| PC98 | NEC PC-9801                             |

| PCD   | TurboGrafx-CD / PC Engine CD |
| PCE   | TurboGrafx-16 / PC Engine    |
| SMS   | Sega Master System           |
| ST    | Atari ST                     |
| T1000 | Tandy 1000                   |
| X68K  | Sharp X68000                 |
| ZX    | ZX Spectrum                  |
|       |                              |
|       |                              |

| Tipuri de lansări |
| ----------------- |

| Rerel  | Jocul a fost relansat pe aceeași platformă cu modificări minore sau fără modificări.                                                                                     |
| Port   | Jocul a apărut pentru prima dată pe o altă platformă. Este la fel ca originalul, cu puține sau deloc diferențe.                                                          |
| Remake | Jocul este un remake îmbunătățit al celui original, lansat pe aceeași platformă sau pe o platformă diferită, cu modificări ale graficii, sunetului și/sau gameplay-ului. |
| Compl  | O compilație, antologie sau colecție de mai multe titluri, de obicei (dar nu întotdeauna) aparținând aceleiași serii.                                                    |
| Limit  | O lansare specială (numită adesea Limited sau Collector’s Edition) cu material bonus de colecție. Adesea este furnizată persoanelor care pre-comandă un joc.             |

| Rerel  | Jocul a fost relansat pe aceeași platformă cu modificări minore sau fără modificări.                                                                                     |
| Port   | Jocul a apărut pentru prima dată pe o altă platformă. Este la fel ca originalul, cu puține sau deloc diferențe.                                                          |
| Remake | Jocul este un remake îmbunătățit al celui original, lansat pe aceeași platformă sau pe o platformă diferită, cu modificări ale graficii, sunetului și/sau gameplay-ului. |
| Compl  | O compilație, antologie sau colecție de mai multe titluri, de obicei (dar nu întotdeauna) aparținând aceleiași serii.                                                    |
| Limit  | O lansare specială (numită adesea Limited sau Collector’s Edition) cu material bonus de colecție. Adesea este furnizată persoanelor care pre-comandă un joc.             |

| Note despre genuri |
| ------------------ |

| Action RPG   | Joc video de rol de acțiune.              |
| Tactical RPG | Joc video de rol tactic.                  |
| Roguelike    | Roguelike.                                |
| MMORPG       | Joc de rol cu multiplayer online în masă. |
| MUD          | MUD.                                      |

| FPS/RPG | Shooter first-person / Joc video de rol hibrid (Joc video de rol shooter).                            |
| RTS/RPG | Joc de strategie în timp real / Joc video de rol hibrid (Joc video de rol de strategie în timp real). |
| WRPG    | Joc de rol în stil western.                                                                           |
| JRPG    | Joc de rol în stil japonez.                                                                           |
| Eroge   | Joc japonez cu conținut erotic.                                                                       |

| Action RPG   | Joc video de rol de acțiune.              |
| Tactical RPG | Joc video de rol tactic.                  |
| Roguelike    | Roguelike.                                |
| MMORPG       | Joc de rol cu multiplayer online în masă. |
| MUD          | MUD.                                      |

| FPS/RPG | Shooter first-person / Joc video de rol hibrid (Joc video de rol shooter).                            |
| RTS/RPG | Joc de strategie în timp real / Joc video de rol hibrid (Joc video de rol de strategie în timp real). |
| WRPG    | Joc de rol în stil western.                                                                           |
| JRPG    | Joc de rol în stil japonez.                                                                           |
| Eroge   | Joc japonez cu conținut erotic.                                                                       |

## Lista
| An                             | Titlu | Dezvoltator                              | Editură                 | Setări                   | Platformă                          | Subgen                         | Serie/Note                                                       | Țara de origine |
| ------------------------------ | --- | ---------------------------------------- | ----------------------- | ------------------------ | ---------------------------------- | ------------------------------ | ---------------------------------------------------------------- | --------------- |
| 1988 (NA)                      | 2400 A.D. | Origin                                   | Origin                  | Sci-Fi                   | DOS (Port)                         |                                |                                                                  | SUA             |
| 1988 (NA/UK) 1991 (UK)         | Advanced Dungeons and Dragons: Heroes of the Lance Dragonlance: Heroes of the Lance                                                | U.S. Gold Adventure Soft                 | SSI U.S. Gold           | Fantezie                 | AMI CPC ST ZX                      | Action RPG/Platformer          | franciza Advanced Dungeons and Dragons: Dragonlance              | SUA             |
| 1988 (NA/UK)                   | Alternate Reality: The City | Datasoft                                 | Datasoft Grandslam      | Sci-Fi                   | AMI (Port) DOS (Port)              | WRPG                           | Alternate Reality: The City                                      | SUA             |
| 1988 (NA/UK)                   | Bards Tale, The | Interplay                                | EA                      | Fantezie                 | CPC (Port) ZX (Port)               | WRPG                           | The Bards Tale                                                   | SUA             |
| 1988 (NA)                      | Bard's Tale II, The: The Destiny Knight                                                                                            | Interplay                                | EA                      | Fantezie                 | AMI (Port) APPGS (Port) DOS (Port) | WRPG                           | The Bard's Tale                                                  | SUA             |
| 1988 (NA)                      | Bard's Tale III, The: Thief of Fate                                                                                                | Interplay                                | EA                      | Fantezie                 | APPII C64                          | WRPG                           | The Bard's Tale                                                  | SUA             |
| 1988 (NA)                      | BattleTech: The Crescent Hawk's Inception                                                                                          | Westwood                                 | Infocom                 | Sci-Fi                   | APPII AMI C64 DOS ST               | Tactical RPG                   | Bazat pe franciza BattleTech a celor de la FASA Corporation.     | SUA             |
| 1988 (JP)                      | Deep Dungeon: Madō Senki (JP) ディープダンジョン 魔洞戦記 (JP)                                                                     | Scaptrust                                | Scaptrust               | Fantezie                 | MSX (Port)                         | Dungeon crawl                  | Deep Dungeon                                                     | Japonia         |
| 1988 (JP)                      | Deep Dungeon III: Yūshi heno Tabi (JP) ディープダンジョンIII 勇士への旅 (JP)                                                       | HummingBird                              | Square                  | Fantezie                 | NES                                | Dungeon crawl                  | Deep Dungeon                                                     | Japonia         |
| 1988 (NA)                      | Demon's Winter | SSI Novotrade                            | SSI                     | Fantezie                 | APPII C64 DOS ST                   | Tactical RPG                   | Shard of Spring                                                  | SUA             |
| 1988 (JP)                      | Dragon Ball: Daimaou Fukkatsu (JP) ドラゴンボール大魔王復活 (JP)                                                                   | TOSE                                     | Bandai                  | Fantezie                 | NES                                | Board game/RPG hybrid          | Bazat pe manga Dragon Ball                                       | Japonia         |
| 1988 (JP)                      | Dragon Quest II Akuryo no Kamigami (JP) ドラゴンクエストII 悪霊の神々 (JP)                                                         | Enix                                     | Enix                    | Fantezie                 | MSX (Port)                         | JRPG                           | Dragon Quest                                                     | Japonia         |
| 1988 (JP)                      | Dragon Slayer IV: Drasle Family (JP) ドラゴンスレイヤーIVドラスレファミリー (JP)                                                   | Nihon Falcom                             | Nihon Falcom            | Fantezie                 | MSX2                               | Dungeon crawl Platformer       | Dragon Slayer                                                    | Japonia         |
| 1988 (JP) 1992 (NA)            | Dragon Warrior III (NA) Dragon Quest III Soshite Densetsu e… (JP) ドラゴンクエストIII そして伝説へ… (JP)                           | Chunsoft                                 | Enix                    | Fantezie                 | NES                                | JRPG                           | Dragon Quest                                                     | Japonia         |
| 1988 (NA/UK)                   | Dungeon Master | FTL                                      | FTL                     | Fantezie                 | AMI (Port)                         | Dungeon crawler                | Dungeon Master                                                   | SUA             |
| 1988 (NA)                      | Eternal Dagger, The | SSI                                      | SSI                     | Fantezie                 | C64 (Port)                         | Tactical RPG                   | Wizard's Crown                                                   | SUA             |
| 1988 (JP)                      | Final Fantasy II (JP) ファイナルファンタジーII (JP)                                                                                | Square                                   | Square                  | Fantezie                 | NES                                | JRPG                           | Final Fantasy                                                    | Japonia         |
| 1988 (JP)                      | Gandhara (JP) ガンダーラ仏陀の聖戦 (JP)                                                                                            | Enix                                     | Enix                    | Fantezie                 | MSX2                               | Action RPG                     |                                                                  | Japonia         |
| 1988 (JP/NA/PAL)               | Golvellius: Valley of Doom (NA/PAL) Shin Maou Golvellius (JP) 真・魔王ゴルベリアス (JP)                                            | Compile                                  | Compile                 | Fantezie                 | MSX2 SMS                           | Action RPG                     | Golvellius                                                       | Japonia         |
| 1988 (JP)                      | Jaseiken Necromancer (JP) 邪聖剣ネクロマンサー (JP)                                                                                | Hudson Soft                              | Hudson Soft             | Fantezie                 | PCE                                | JRPG                           |                                                                  | Japonia         |
| 1988 (JP)                      | Kaijuu Monogatari (JP) 貝獣物語 (JP)                                                                                               | Birthday                                 | Namco                   | Fantezie                 | NES                                | JRPG/WRPG hybrid               | Kaijuu Monogatari                                                | Japonia         |
| 1988 (JP)                      | King of Kings (JP) キング オブ キングス (JP)                                                                                       | Namcot                                   | Namcot                  | Fantezie                 | NES                                | Tactical RPG/Wargame           |                                                                  | Japonia         |
| 1988 (JP)                      | Last Armageddon (JP) ラストハルマゲドン (JP)                                                                                       | Braingrey Mind                           | Braingrey Mind          | Fantezie                 | MSX2                               | JRPG                           |                                                                  | Japonia         |
| 1988 (JP)                      | Might and Magic Book One: The Secret of the Inner Sanctum (JP) マイトアンドマジック (JP)                                           | New World                                | New World               | Fantezie                 | MSX2                               | WRPG                           | Might and Magic                                                  | SUA             |
| 1988 (NA)                      | Might and Magic II: Gates to Another World                                                                                         | New World                                | New World               | Fantezie                 | APPII DOS                          | WRPG                           | Might and Magic                                                  | SUA             |
| 1988 (JP)                      | Phantasie: Jelnoa's Chapter (JP) ファンタジージェルノアの章 (JP)                                                                   | SSI                                      | Bothtec                 | Fantezie                 | MSX2 (Port)                        | WRPG                           | Phantasie                                                        | SUA             |
| 1988 (JP)                      | Phantasie II: Story of Ferronrah (JP) ファンタジーIIフェロンラの章 (JP)                                                            | SSI                                      | Bothtec                 | Fantezie                 | MSX2 (Port)                        | WRPG                           | Phantasie                                                        | SUA             |
| 1988 (NA)                      | Phantasie III: Wrath of Nikademus                                                                                                  | Westwood                                 | SSI                     | Fantezie                 | DOS (Port)                         | WRPG                           | Phantasie                                                        | SUA             |
| 1988 (NA) 1990 (UK)            | Pool of Radiance | SSI                                      | SSI U.S. Gold           | Fantezie                 | C64 DOS ST                         | Tactical RPG                   | Campania AD&D: Forgotten Realms. Primul joc din seria Gold Box.  | SUA             |
| 1988 (JP)                      | Psychic War: Cosmic Soldier 2 (JP) サイキックウォー (JP)                                                                           | Kogado                                   | Kogado                  | Sci-Fi                   | MSX MSX2                           | JRPG                           | Cosmic Soldier                                                   | Japonia         |
| 1988 (NA)                      | Questron II | Westwood                                 | SSI                     | Fantezie                 | AMI APPII APPGS C64 DOS ST         |                                | Questron                                                         | SUA             |
| 1988 (JP)                      | Saint Seiya: Ougon Densetsu Kanketsu Hen (JP) 聖闘士星矢 黄金伝説 完結編 (JP)                                                      | TOSE                                     | Shinsei                 | Fantezie (Mythic)        | NES                                | RPG / Fighting game hybrid     | Saint Seiya: Ougon Densetsu                                      | Japonia         |
| 1988 (NA)                      | Sentinel Worlds I: Future Magic | Spaceport Malibu                         | EA                      | Sci-Fi                   | DOS                                | WRPG                           |                                                                  | SUA             |
| 1988 (JP)                      | Star Cruiser | Arsys Software                           | Arsys Software          | Sci-Fi                   | PC88                               | Action RPG FPS/RPG JRPG        |                                                                  | Japonia         |
| 1988 (JP)                      | Super Black Onyx (JP) スーパーブラックオニキス (JP)                                                                                | Bullet-Proof                             | Bullet-Proof            | Fantezie                 | NES                                | Dungeon crawl                  | The Black Onyx                                                   | Japonia         |
| 1988 (JP)                      | Ultima I: The First Age of Darkness (JP) ウルティマI (JP)                                                                          | Origin                                   | Pony Canyon             | Fantezie                 | MSX2                               | WRPG                           | Ultima                                                           | SUA             |
| 1988 (NA)                      | Ultima IV: Quest of the Avatar | Origin                                   | Origin                  | Fantezie                 | AMI (Port)                         | WRPG                           | Ultima                                                           | SUA             |
| 1988 (NA)                      | Ultima V: Warriors of Destiny | Origin                                   | Origin                  | Fantezie                 | APPII C64 (Port) DOS (Port)        | WRPG                           | Ultima                                                           | SUA             |
| 1988 (NA)                      | Wasteland | EA                                       | EA                      | Post-apocalyptic         | APPII C64 DOS                      | WRPG                           | Wasteland; Predecesor spiritual al jocului Fallout din 1997.     | SUA             |
| 1988 (NA)                      | Wizardry II: The Knight of Diamonds                                                                                                | Sir-Tech                                 | Sir-Tech                | Fantezie                 | C64 (Port)                         | Dungeon crawl                  | Wizardry                                                         | SUA             |
| 1988 (NA)                      | Wizardry IV: The Return of Werdna                                                                                                  | Sir-Tech                                 | Sir-Tech                | Fantezie                 | DOS (Port)                         | Dungeon crawl                  | Wizardry                                                         | SUA             |
| 1988 (NA)                      | Wizardry V: Heart of the Maelstrom                                                                                                 | Sir-Tech                                 | Sir-Tech                | Fantezie                 | APPII C64                          | Dungeon crawl                  | Wizardry                                                         | SUA             |
| 1988 (JP)                      | XZR (JP) エグザイル (JP) | Telenet Japan                            | Telenet Japan           | Fantezie (historical)    | MSX                                | Action RPG                     | Exile                                                            | Japonia         |
| 1988 (JP)                      | XZR II (JP) エグザイルII (JP) | Telenet Japan                            | Telenet Japan           | Fantezie (historical)    | MSX2                               | Action RPG                     | Exile                                                            | Japonia         |
| 1988 (JP/NA/PAL)               | Ys I: Ancient Ys Vanished (INT) イースI (JP)                                                                                       | Nihon Falcom                             | Victor Music Industries | Fantezie                 | PCE SMS NES PC88 PC98              | Action RPG JRPG                | Ys                                                               | Japonia         |
| 1988 (JP)                      | Ys II: Ancient Ys Vanished - The Final Chapter (JP) イースII (JP)                                                                  | Falcom                                   | Falcom                  | Fantezie                 | MSX2                               | Action RPG JRPG                | Ys                                                               | Japonia         |
| 1988 (JP)                      | Yūshi no Monshō: Deep Dungeon (JP) 勇士の紋章 ディープダンジョン (JP)                                                              | Scaptrust                                | Scaptrust               | Fantezie                 | MSX (Port)                         | Dungeon crawl                  | Deep Dungeon                                                     | Japonia         |
| 1989 (NA)                      | Advanced Dungeons and Dragons: Heroes of the Lance                                                                                 | U.S. Gold                                | SSI                     | Fantezie                 | C64 (Port) DOS (Port)              | Action RPG/Platformer          | Advanced Dungeons and Dragons: Bazat pe franciza Dragonlance     | SUA             |
| 1989 (NA)                      | Advanced Dungeons and Dragons: Hillsfar                                                                                            | Westwood                                 | SSI                     | Fantezie                 | AMI C64 DOS ST                     | Action RPG                     | Advanced Dungeons and Dragons: Forgotten Realms campaign setting | SUA             |
| 1989 (JP)                      | Arcus II: Silent Symphony (JP) アークスII (JP)                                                                                     | Wolfteam (JP)                            | Wolfteam (JP)           | Fantezie                 | MSX2                               | JRPG                           | Arcus                                                            | Japonia         |
| 1989 (NA)                      | Bards Tale, The | Interplay                                | EA                      | Fantezie                 | MAC (Port)                         | WRPG                           | The Bards Tale                                                   | SUA             |
| 1989 (NA)                      | Centauri Alliance | Michael Cranford                         | Broderbund              | SF                       | APPII C64                          | WRPG                           |                                                                  | SUA             |
| 1989 (NA) 1986 (JP)            | Curse of Babylon Babylon (J) | XTALSOFT                                 | Kyodai Broderbund       | Fantezie                 | C64                                | Action RPG                     |                                                                  | Japonia         |
| 1989 (NA/UK)                   | Curse of the Azure Bonds | SSI                                      | SSI U.S. Gold           | Fantezie                 | APPII C64 DOS                      | Tactical RPG                   | AD&D: Forgotten Realms campaign setting. Gold Box series.        | SUA             |
| 1989 (NA/UK)                   | Death Bringer | Pandora                                  | Spotlight (Cinemaware)  | Fantezie                 | AMI C64 DOS ST                     | Dungeon crawl                  |                                                                  | UK              |
| 1989 (NA)                      | Demon's Winter | Novotrade                                | SSI                     | Fantezie                 | AMI (Port)                         | Tactical RPG                   | Shard of Spring                                                  | SUA             |
| 1989 (JP) 1990 (NA)            | Destiny of an Emperor (NA) Tenchi o Kurau (JP) 天地を喰らう (JP)                                                                   | Capcom (NA/JP)                           | Capcom (NA/JP)          | Fantezie                 | NES                                | JRPG                           |                                                                  | Japonia         |
| 1989 (JP) 1990 (NA)            | Double Dungeons (NA/JP) ダブルダンジョン (JP)                                                                                      | NCS (JP)                                 | NCS (JP)                | Fantezie                 | PCE                                | Dungeon crawl                  |                                                                  | Japonia         |
| 1989 (JP)                      | Dragon Ball 3: Gokuuden (JP) ドラゴンボール3 悟空伝 (JP)                                                                           | TOSE (JP)                                | Bandai (JP)             |                          | NES                                | Board game/RPG                 | Bazat pe manga Dragon Ball                                       | Japonia         |
| 1989 (JP)                      | Dragon Knight ドラゴンナイト | ELF                                      | ELF                     | Fantezie                 | DOS                                | JRPG Eroge                     | Dragon Knight                                                    | Japonia         |
| 1989 (JP)                      | Dragon Slayer: The Legend of Heroes (JP) ドラゴンスレイヤー英雄伝説 (JP)                                                           | Nihon Falcom (JP)                        | Nihon Falcom (JP)       | Fantezie                 | PC88 PC98 X68K                     | JRPG                           | Dragon Slayer The Legend of Heroes                               | Japonia         |
| 1989 (NA)                      | Dragon Wars | Interplay                                | Activision              | Fantezie                 | AMI APPII APPGS C64 T1000 DOS      | WRPG                           | Spiritual successor to The Bard's Tale III: Thief of Fate.       | SUA             |
| 1989 (NA/UK)                   | Dragons of Flame | U.S. Gold                                | SSI U.S. Gold           | Fantezie                 | AMI DOS ST                         | Action RPG                     | Franciza AD&D: Dragonlance                                       | SUA             |
| 1989 (NA/EU)                   | Drakkhen | Infogrames                               | Data East Infogrames    | Fantezie                 | AMI DOS ST                         | WRPG/Adventure game hybrid     | Drakkhen                                                         | Franța          |
| 1989 (JP/NA)                   | Dungeon Explorer (NA/JP) ダンジョンエクスプローラー (JP)                                                                           | Atlus Co.                                | Hudson Soft NEC         | Fantezie                 | PCE                                | Action RPG                     |                                                                  | Japonia         |
| 1989 (JP) 1990 (NA)            | Dungeon Magic: Sword of the Elements (NA) Dungeon & Magic: Swords of Element (JP) ダンジョン＆マジック ソード オブ エレメント (JP) | Natsume                                  | Natsume Taito           | Fantezie                 | NES                                | Dungeon crawl                  |                                                                  | Japonia         |
| 1989 (NA) 1992 (EU)            | Dungeon Master | FTL                                      | FTL                     | Fantezie                 | APPGS DOS (Port)                   | Dungeon crawl Action RPG       | Dungeon Master                                                   | SUA             |
| 1989 (NA/JP)                   | Dungeon Master: Chaos Strikes Back                                                                                                 | FTL                                      | FTL                     | Fantezie                 | AMI ST FMT PC98 X68K               | Dungeon crawl Action RPG       | Dungeon Master                                                   | SUA             |
| 1989 (JP)                      | Emerald Dragon (JP) エメラルドドラゴン (JP)                                                                                        | Glodia (JP)                              | Bashou House (JP)       | Fantezie                 | PC88                               | JRPG                           |                                                                  | Japonia         |
| 1989 (JP)                      | Famicom Jump: Hero Retsuden (JP) ファミコンジャンプ 英雄列伝 (JP)                                                                  | TOSE (JP)                                | Bandai (JP)             | Sci-Fi                   | NES                                | Action RPG                     | Bazat pe anime and manga, JoJo's Bizarre Adventure               | Japonia         |
| 1989 (JP) 1990 (NA)            | Faria: A World of Mystery and Danger (NA) Faria: Fuuin no Tsurugi (JP) ファリア 封印の剣 (JP)                                      | Game Arts Hi-Score                       | Nexoft                  | Fantezie                 | NES                                | Action RPG                     |                                                                  | Japonia         |
| 1989 (JP)                      | Final Fantasy (JP) ファイナルファンタジー (JP)                                                                                     | Square (JP)                              | Microcabin (JP)         | Fantezie                 | MSX2 (Port)                        | JRPG                           | Final Fantasy                                                    | Japonia         |
| 1989 (JP) 1990 (NA)            | Final Fantasy Legend, The (NA) Makai Toushi Sa•Ga (JP) 魔界塔士 Sa・Ga (JP)                                                        | Square (NA/JP)                           | Square (NA/JP)          | Fantezie                 | GB                                 | JRPG                           | SaGa                                                             | Japonia         |
| 1989 (JP)                      | Hercules no Eikō II: Titan no Metsubō (JP) ヘラクレスの栄光II タイタンの滅亡 (JP)                                                  | Data East (JP)                           | Data East (JP)          | Fantezie                 | NES                                | JRPG                           | Hercules no Eikō                                                 | Japonia         |
| 1989 (NA)                      | Hero's Quest: So You Want to Be a Hero Quest for Glory: So You Want to Be a Hero                                                   | Sierra                                   | Sierra                  | Fantezie                 | DOS                                | WRPG/Adventure game hybrid     | Quest for Glory                                                  | SUA             |
| 1989 (JP)                      | Hydlide 3: Yami Kara no Houmonsha (JP) ハイドライド 3 (JP)                                                                         | T&E (JP)                                 | Namco (JP)              | Fantezie                 | NES                                | Action RPG                     | Hydlide                                                          | Japonia         |
| 1989 (JP)                      | Jajamaru Ninpou Chou (JP) じゃじゃ丸忍法帳 (JP)                                                                                    | NMK (JP)                                 | Jaleco (JP)             |                          | NES                                | JRPG                           | Ninja Jajamaru-kun                                               | Japonia         |
| 1989 (EU)                      | Kayden Garth | Mentrox Goldline                         | EAS Software            | Sci-Fi                   | C64 ST                             | WRPG                           |                                                                  | DE?             |
| 1989 (NA)                      | Knights of Legend | Todd Porter                              | Origin                  | Fantezie                 | APPII C64 DOS                      | WRPG                           |                                                                  | SUA             |
| 1989 (JP)                      | Laplace no Ma (JP) Laplace's Evil Spirit (JP) ラプラスの魔 (JP)                                                                    | HummingBird (JP)                         | HummingBird (JP)        | Survival horror          | MSX2                               |                                | Laplace no Ma                                                    | Japonia         |
| 1989 (JP)                      | La Salle Ishii no Child's Quest (JP) ラサール石井のチャイルズクエスト (JP)                                                         | Namco (JP)                               | Namco (JP)              | Music/Comedy             | NES                                | JRPG                           |                                                                  | Japonia         |
| 1989 (JP) 1992 (NA)            | Legend of the Ghost Lion (NA) White Lion Densetsu: Pyramid no Kanata ni (JP) ホワイトライオン伝説 (JP)                             | Kemco                                    | Kemco                   | Fantezie                 | NES                                | JRPG                           |                                                                  | Japonia         |
| 1989 (NA)                      | Legends of the Lost Realm: The Gathering of Heroes (NA)                                                                            | Avalon Hill Microcomputer Games Division | Avalon Hill             | Fantezie                 | MAC                                | WRPG                           | Legends of the Lost Realm                                        | SUA             |
| 1989 (NA)                      | Legends of the Lost Realm II: Wilderlands (NA)                                                                                     | Avalon Hill Microcomputer Games Division | Avalon Hill             | Fantezie                 | MAC                                | WRPG                           | Legends of the Lost Realm                                        | SUA             |
| 1989 (JP) 1990 (NA) 1991 (PAL) | Little Ninja Brothers Super Chinese 2: Dragon Kid スーパーチャイニーズ2 ドラゴンキッド                                             | Culture Brain                            | Culture Brain           | Fantezie                 | NES                                | Action-RPG                     | Super Chinese                                                    | Japonia         |
| 1989 (NA)                      | Magic Candle, The | Mindcraft                                | Mindcraft               | Fantezie                 | APPII C64 DOS                      |                                | The Magic Candle                                                 | CA              |
| 1989 (JP)                      | Master of Monsters マスターオブモンスターズ                                                                                        | SystemSoft                               | SystemSoft              | Fantezie                 | MSX                                | Tactical RPG                   | Master of Monsters                                               | Japonia         |
| 1989 (JP)                      | Master of Monsters Map Collection マスターオブモンスターズマップコレクション                                                       | SystemSoft                               | SystemSoft              | Fantezie                 | MSX                                | Tactical RPG                   | Resource pack for Master of Monsters.                            | Japonia         |
| 1989 (NA/JP)                   | Might and Magic II: Gates to Another World マイトアンドマジックブック２                                                            | New World                                | StarCraft New World     | Fantezie                 | MSX2 C64                           | WRPG                           | Might and Magic                                                  | SUA             |
| 1989 (JP)                      | Mother | Ape Nintendo                             | Nintendo                | Modern                   | NES                                | JRPG                           | Mother                                                           | Japonia         |
| 1989 (JP)                      | Phantasie III: Wrath of Nikademus ファンタジーIIIニカデモスの怒り                                                                  | SSI                                      | Bothtec                 | Fantezie                 | MSX2                               | WRPG                           | Phantasie                                                        | SUA             |
| 1989 (JP)                      | Phantasy Star II ファンタシースター II 還らざる時の終わりに                                                                        | Sega-AM7                                 | Sega                    | Sci-Fi                   | GEN                                | JRPG                           | Phantasy Star                                                    | Japonia         |
| 1989 (NA)                      | Pool of Radiance | SSI                                      | SSI                     | Fantezie                 | APPII (Port) MAC (Port)            | Tactical RPG                   | Campania AD&D: Forgotten Realms. Primul joc din seria Gold Box.  | SUA             |
| 1989 (JP)                      | SD Snatcher ＳＤスナッチャー | Konami                                   | Konami                  | Sci-Fi                   | MSX2                               | JRPG                           | Snatcher                                                         | Japonia         |
| 1989 (NA)                      | Sentinel Worlds I: Future Magic | Novotrade                                | EA                      | Sci-Fi                   | C64 (Port)                         |                                |                                                                  | SUA             |
| 1989 (JP)                      | Shiryou Sensen: War of the Dead 死霊戦線                                                                                           |                                          | Victor Music Industries | Fantezie Survival horror | PCE                                | Action RPG                     | Shiryou Sensen: War of the Dead                                  | Japonia         |
| 1989 (NA)                      | Space Rogue | Origin                                   | Origin                  | Sci-Fi                   | C64 DOS MAC APPII                  | Combination space sim and WRPG |                                                                  | SUA             |
| 1989 (JP)                      | Square no Tom Sawyer スクウェアのトムソーヤ                                                                                        | Square                                   | Square                  |                          | NES                                | [ 42 ]                         |                                                                  | Japonia         |
| 1989 (NA)                      | Starflight | Binary Systems MicroMagic                | EA                      | Sci-Fi                   | AMI (Port) C64 (Port)              | Combination space sim and WRPG | Starflight                                                       | SUA             |
| 1989 (NA)                      | Starflight 2: Trade Routes of the Cloud Nebula                                                                                     | Binary Systems                           | EA                      | Sci-Fi                   | DOS                                | Combination space sim and WRPG | Starflight                                                       | SUA             |
| 1989 (JP) 1990 (NA) 1991 (EU)  | Super Hydlide スーパーハイドライド                                                                                                 | T&E                                      | Seismic                 | Fantezie                 | GEN                                | Action RPG                     | Hydlide                                                          | Japonia         |
| 1989 (JP)                      | Sweet Home スウィートホーム | Capcom                                   | Capcom                  | Fantezie Survival horror | NES                                | JRPG                           | Precursor spiritual al Resident Evil                             | Japonia         |
| 1989 (JP) 1991 (NA/PAL)        | Sword Of Hope, The Selection: Erabareshi Mono セレクション 選ばれし者                                                              | Kemco                                    | Kemco Seika Corp.       | Fantezie                 | GB                                 | Action RPG                     |                                                                  | Japonia         |
| 1989 (JP) 1990 (NA)            | Sword of Vermilion Vermilion ヴァーミリオン                                                                                        | Sega-AM2                                 | Sega                    | Fantezie                 | GEN                                | Action-RPG                     |                                                                  | Japonia         |
| 1989 (NA)                      | Swords of Twilight | Free Fall Associates                     | Electronic Arts, Inc.   | Fantezie                 | AMI                                | Action-RPG                     |                                                                  | SUA             |
| 1989 (JP)                      | Tao 究極の世紀末ロープレ 道 | Vap                                      | Vap                     | Fantezie                 | NES                                |                                |                                                                  | Japonia         |
| 1989 (JP)                      | Tengai Makyō: Ziria 天外魔境 ZIRIA                                                                                                 | Red Ent.                                 | Hudson Soft             | Fantezie                 | PCD                                | JRPG                           | Tengai Makyou                                                    | Japonia         |
| 1989 (JP)                      | Tenkaichi Bushi Keru Nagūru ケルナグール                                                                                           | Game Studio                              | Namco                   |                          | NES                                | Fighting/RPG hybrid            |                                                                  | Japonia         |
| 1989 (JP)                      | Ultima IV: Quest of the Avatar Ultima: Seisha he no Michi ウルティマ 聖者への道                                                    | Origin                                   | Pony Canyon             | Fantezie                 | NES (Port)                         | WRPG                           | Ultima                                                           | SUA             |
| 1989 (NA)                      | Ultima V: Warriors of Destiny | Origin                                   | Origin                  | Fantezie                 | ST (Port)                          | WRPG                           | Ultima                                                           | SUA             |
| 1989 (NA)                      | Ultima Trilogy | Origin                                   | Origin                  | Fantezie                 | APPII (Comp) C64 (Comp) DOS (Comp) | WRPG                           | Compilare a seriei Ultima                                        | SUA             |
| 1989 (NA)                      | WiBArM | Arsys Software                           | Broderbund              | Sci-Fi                   | DOS (Port)                         | Action RPG Run-and-gun JRPG    |                                                                  | Japonia         |
| 1989 (JP/NA) 1993 (PAL)        | Willow ウィロー | Capcom                                   | Capcom                  | Fantezie                 | NES                                | Action RPG                     |                                                                  | SUA/JP          |
| 1989 (JP)                      | Wizardry II: The Knight of Diamonds ウィザードリィ２                                                                               | Sir-Tech Software                        | ASCII                   | Fantezie                 | MSX2 (Port)                        | Dungeon crawl                  | Wizardry                                                         | SUA             |
| 1989 (NA/JP)                   | Wizardry II: Llylgamyn no Isan ウィザードリィII リルガミンの遺産                                                                   | Sir-Tech Software                        | ASCII Sir-Tech          | Fantezie                 | NES (Port) C64 (Port)              | Dungeon crawl                  | Wizardry                                                         | SUA             |
| 1989 (JP)                      | Xak: The Art of Visual Stage サーク                                                                                                | Microcabin                               | Microcabin              | Fantezie                 | MSX2 PC88 PC98 X68K                | Action RPG                     | Xak                                                              | Japonia         |
| 1989 (NA)                      | Ys I: Ancient Ys Vanished | Nihon Falcom Unlimited                   | Kyodai Brøderbund       | Fantezie                 | APPGS (Port) DOS (Port)            | Action RPG JRPG                | Ys                                                               | Japonia         |
| 1989 (JP) 1990 (NA)            | Ys I & II イースI・II | Nihon Falcom Hudson Soft                 | Hudson Soft             | Fantezie                 | PCD(Comp)                          | Action RPG                     | Ys                                                               | Japonia         |
| 1989 (JP)                      | Ys III: Wanderers from Ys イースIII -ワンダラーズフロムイース-                                                                     | Nihon Falcom                             | Nihon Falcom            | Fantezie                 | PC88 PC98 X68K MSX2                | Action RPG Platformer          | Ys                                                               | Japonia         |